# Le ragazze di Porta Venezia
Le ragazze di Porta Venezia è un singolo della rapper italiana Myss Keta, pubblicato il 19 ottobre 2015 e incluso successivamente nel mixtape L'angelo dall'occhiale da sera.

## Pubblicazione
Dopo essere stata pubblicata come download digitale gratuito il 19 ottobre 2015, il brano viene inserito nella raccolta L'angelo dall'occhiale da sera: Col cuore in gola con una nuova base musicale, priva del sample di Anishilabi, e dal titolo Le ragazze di Porta Venezia (Versione ferro e fuoco). Sarà nuovamente ripreso per l'album Paprika in una nuova versione che vede la partecipazione delle cantanti La Pina, Elodie, Joan Thiele, Roshelle e Priestess.

## Descrizione
La canzone è dedicata al quartiere milanese di Porta Venezia, dove convivono liberamente le culture e le generazioni più diverse. Musicalmente è costruita su un sample del brano jazz Anishilabi del gruppo sudafricano Batsumi.

## Video musicale
Il videoclip è una parodia delle sigle di serie TV d'azione anni '80 e '90, in particolare di quella dei Power Rangers, che vede protagonista Myss Keta e un gruppo di ragazze vestite in modo eccentrico. È stato girato a Milano nell'ultimo troncone di Corso Buenos Aires, nei pressi dei caselli di Porta Venezia e nei Giardini pubblici Indro Montanelli.

## Tracce
1. Le ragazze di Porta Venezia – 3:19

## Le ragazze di Porta Venezia - The Manifesto
A quattro anni di distanza, viene pubblicata, accompagnata da un videoclip, una nuova versione della canzone, Le ragazze di Porta Venezia - The Manifesto. Partendo dal remix presente in Paprika, si aggiungono gli interventi vocali di La Pina e Roshelle.

### Video musicale
Il video, con la regia di Simone Rovellini, segue la falsariga del primo videoclip riproponendo gli stessi luoghi ma adattandosi a presentare, insieme alla cantante e le prime "ragazze", tutte le altre artiste che hanno collaborato alla riedizione della canzone. Sono presenti tra le altre anche Victoria Cabello, Cristina Bugatty, Paola Iezzi, Noemi e un folto gruppo di youtuber e personalità del mondo LGBT.